# Everardo Backheuser
Everardo Adolpho Backheuser, ou simplesmente Everardo Backheuser (Niterói, 23 de maio de 1879 — Niterói, 1º de janeiro de 1951), foi um engenheiro, geólogo, geógrafo, escritor, político, pedagogo e esperantista brasileiro, que se notabilizou como pai dos estudos de Geopolítica no Brasil e da política de fortalecimento das fronteiras brasileiras, além de responsável pela criação dos Territórios Federais e pela reestruturação do ensino primário no país.

## Biografia
De origem étnica diversa e plural, era filho do comerciante João Carlos Backheuser com a D. Joaquina Eugênia de Gouveia Gonçalves, e neto de alemães e franceses radicados no Brasil desde a segunda metade do século XIX. Perdeu o pai aos dois anos de idade. 
Frequentou o ensino primário numa escola regida pela sua tia, Evelina Backheuser, que encarregou-se de prepará-lo para estudar no Colégio Pedro II. Nesta instituição cursou o ensino secundário e o bacharelado em Letras, entre 1889 e 1896, já lecionando desde 1894, com aulas particulares. Em seguida, matriculou-se na Escola Politécnica da atual UFRJ, sendo diplomado em Engenharia Geográfica em 1899 e em Engenharia Civil e Ciências Físicas e Matemáticas em 1901. Foi o primeiro colocado de sua turma, recebendo o prêmio Gomes Jardim. 
Preocupado com a especulação imobiliária e os maus padrões de habitação das classes baixas do Rio de Janeiro, foi em 1906 o mentor intelectual da reforma urbana realizada pela administração de Pereira Passos.
Em 1907, foi admitido em concurso de cátedra na Escola Politécnica, ensinando geometria descritiva, arquitetura, construção, mineralogia, geologia e botânica. Recebeu o Doutorado em Ciências Físicas e Naturais em 1913. Lecionou na UFRJ até 1925, dividindo seu tempo com a cátedra que detinha na Escola Técnica Fluminense, entre 1922 e 1925, e os mandatos que cumpria como deputado estadual, entre 1911 e 1918. Em 1924, foi um dos fundadores da Associação Brasileira de Educação.
Concluiu sua conversão ao catolicismo em 25 de outubro de 1928, quando fez sua profissão de fé na Catedral de Niterói. O processo pessoal foi acelerado pelo recente falecimento de sua religiosa esposa Ricarda Restier Gonçalves Backheuser em um acidente de trânsito seguido de um erro médico, em 25 de julho. Pouco depois, em viagem para a Alemanha, após se aposentar, conheceu de forma mais profunda o ideário da Escola Nova, e, logo que voltou, assumiu a direção de cinco escolas municipais do Distrito Federal para experimentar alguns métodos e analisar os resultados. Junto de sua segunda esposa, Alcina Moreira de Souza Backheuser, foi um dos idealizadores da Cruzada Pedagógica em Prol da Escola Nova. A Cruzada foi ação educacional que se propôs, no bojo da Reforma Fernando de Azevedo, levar adiante um ethos urbano-católico pautado na formação do magistério e na divulgação, sob a ótica dos princípios doutrinários da Igreja, dos preceitos da Escola Nova.
Após a Revolução de 1930, foi chamado a lecionar na primeira turma do Instituto Geográfico Militar, embrião do atual Curso de Engenharia Cartográfica do Instituto Militar de Engenharia. Participou também da comissão de auditoria da dívida pública do Estado do Rio de Janeiro, então governado por Ary Parreiras. Durante a Assembleia Constituinte de 1933, presidiu a comissão de estudo da gestão territorial do país da Sociedade de Geografia do Rio de Janeiro, apresentando relatório ao Presidente da República e à Assembleia Constituinte, com uma crítica do federalismo da Constituição de 1891 e uma defesa da concentração política da União e da redivisão racional dos territórios dos Estados, que propunha voltar a chamar de "Províncias". Além disso, propôs a transferência da Capital Federal para o interior e a criação de dez Territórios Federais ao longo de toda a fronteira (exceto no Rio Grande do Sul), geridos diretamente pela União, através de governadores nomeados pelo Presidente da República. Segundo o General Carlos de Meira Mattos, "as ideias de Backheuser produziram a política de fortalecimento das nossas regiões limítrofes", sob o princípio de que "a política de fronteiras não deve ser regional, mas ser federal".
Nos anos 30 aderiu ao Integralismo de Plínio Salgado, porém, não se filiou oficialmente à Ação Integralista Brasileira (AIB), por se considerar velho de mais para isso. Era um dos mais atuantes pensadores deste movimento, sendo suas ideias consideradas por vários como paradigma da pedagogia integralista. Posteriormente ingressou no Partido de Representação Popular (PRP), colaborando com congressos e jornais ligados ao partido.
Em 7 de setembro de 1933, durante o evento de fundação da Confederação Católica Brasileira de Educação, teve seu nome sugerido à presidência pelo Padre Leonel Franca e aceito unanimemente pelos partícipes, assumindo então a direção das associações de professores católicos que estavam sendo organizadas pelo Brasil afora, uma em cada Estado. Em 1936, foi convidado pelo então Ministro da Educação, Gustavo Capanema, para dar parecer na montagem do Plano Nacional de Educação. No ano seguinte, ao lado de sua esposa, representou o Brasil na Semana Internacional de Ensino Primário de Pedagogia, em Paris. Entre 1938 e 1945, assumiu a presidência da recém-criada Comissão Nacional do Ensino Primário, que elaboraria o projeto do Decreto-Lei nº 8.529 de 1946, responsável pela reestruturação do ensino nas escolas de 1ª a 4ª série. Entre outras coisas, foi responsável pela cassação dos direitos civis dos pais que não cumprissem o dever escolar, e por conduzir à adoção da língua portuguesa em escolas de zonas de colonização alemã, que deveriam também seguir as diretrizes fixadas pelo Governo Federal, além de defender a uniformidade dos currículos nos Estados. Foi o principal mentor da reestruturação do ensino primário brasileiro entre 1942 e 1946. Ainda durante os trabalhos da Comissão, em 1939, Backheuser passou a ser presidente do Secretariado Nacional de Educação da Ação Católica, por indicação do Cardeal Sebastião Leme.
Foi jornalista do importante periódico carioca O Paiz (sob a chancela do jornalista Alcindo Guanabara) e ocupou vários cargos na Prefeitura do Distrito Federal, como engenheiro-chefe, secretário do Prefeito, etc. etc. Foi também membro-fundador e 1° Secretário da Sociedade Brasileira de Ciências, atual Academia Brasileira de Ciências. Foi também fundador e presidente do Clube Brasileiro de Esperanto (Brazila Klubo Esperanto), militando pela propagação do uso da língua, principalmente nos meios acadêmicos, como forma de universalizar os conhecimentos produzidos em diferentes nações em uma língua única. 
A partir de 1941, assumiu cátedra na Faculdade Católica de Filosofia e na Faculdade de Filosofia do Instituto Santa Úrsula. Em 1948, foi fundada sua cátedra de Geopolítica na Pontifícia Universidade Católica do Rio de Janeiro.

## Obras
- Habitações populares. Relatório apresentado ao Exm. Sr. Dr. J. J. Seabra, Ministro da Justiça e Negócios Interiores. Rio de Janeiro: Imprensa Nacional, 1906.
- Cristais - Factos e Hipóteses. Typografia do Jornal do Commercio, de Rodrigues & C, 1916.
- A faixa litorânea do Brasil Meridional. Ontem e hoje. Rio de Janeiro: mimeo, 1918.
- A estrutura política do Brasil. Notas prévias. Rio de Janeiro: Mendonça Machado & Cia, 1926.
- A sedução do comunismo. Rio de Janeiro: Centro D. Vital, 1933.
- Problemas do Brasil. Estrutura geopolítica. O espaço. Rio de Janeiro: Omnia, 1933.
- Ensaio de Biotipologia Educacional. Rio de Janeiro: Livraria do Globo, 1941.
- Manual de Pedagogia Moderna (Teórica e Prática) – para uso das Escolas Normais e Institutos de Educação. 4ª ed. Rio de Janeiro, Porto Alegre, São Paulo: Editora Globo, 1948 (Biblioteca “Vida e Educação”).
- Curso de geopolítica geral e do Brasil. Rio de Janeiro: Biblioteca do Exército, 1952. 275 p